# Il ladro di perle
Il ladro di perle (A Rogue's Romance) è un film muto del 1919 diretto da James Young su un ladro in guanti bianchi. Un piccolo ruolo anche per un giovane Rodolfo Valentino, danzatore apache.

## Trama
Insignito della Croce di Guerra, Monsieur Picard frequenta i salotti dell'aristocrazia francese. Ma è anche un ladro che si beffa bellamente della polizia.
Una notte, assistendo a una danza Apache, Picard viene a sapere che uno dei suoi tre bambini adottivi sta molto male. La sua auto non funziona e allora costringe Helen Deprenay a lasciargli la sua macchina, con a garanzia la Croce di Guerra.
La polizia sembra essere sulle sue tracce. Nelle vesti di Du Bois, agente di Scotland Yard, Picard è presente dai Deprenay quando viene rubato un collier: smaschera il ladro e poi informa la polizia che Picard non esiste più.
Lui e Helen fuggono verso una vita nuova, da vivere insieme.

## Distribuzione
Il film uscì nelle sale statunitensi il 9 giugno 1919, distribuito dalla Vitagraph Company of America. In Italia arrivò nel 1925, distribuito sempre dalla Vitagraph.

### Censura
La censura italiana impose che per la versione distribuita sulla penisola venisse abbreviare la danza degli apache, eliminando tutti i quadri brutali e di volgarità in cui si vede uno degli apache che col fischio chiama la danzatrice, e poi, durante il ballo la getta a terra due volte, nonché l'atto della consegna del danaro da parte della danzatrice al suo sfruttatore.